# John Deere 3350
Tractor de buenas condiciones para rastrear ya que el rabasto es ampliamente grande, además de ser apto para terrenos blandos y húmedos.  Incluía asiento tipo de lujo con regulación horizontal y vertical y por peso del operador, deslizable hacia atrás con registro angular de respaldo y apoya brazos rebatibles. Se produjo entre 1986 y 1994. Disponible en tracción simple (2WD) y total (4WD), la cual era la versión "DT". Como equipo especial se proveía de enganche de tres puntos categoría II, cilindro remoto y control remoto.

## Motor
- John Deere 6359 DL008
- Ciclo: Diesel cuatro tiempos
- Cilindrada (cm³): 5900
- Cilindros: 6
- Diámetro x Carrera (mm): 107×110
- Potencia (HP RPM): 110 @ 2300
- TDF (en HP / kW): 91.12 [93,2 kW]
- Torque (Nm RPM): 96 @ 1500
- Relación de compresión: 17,6:1
- Combustible: gas oil
- Refrigeración: agua por bomba centrífuga y termostato.
- Filtro de aire: tipo seco, con pre depurador ciclónico.
- Lubricación: Forzada con bomba a engranajes

## Transmisión
- Tracción: 4x2 2WD / 4x4 4WD
- Embrague: bidisco en seco
- Transmisión: John Deere Syncro-Range
- Velocidades: 16 adelante y 4 atrás.

## Dimensiones
- Longitud (mm): 3990
- Ancho (mm): 2160
- Altura (mm): 2910
- Distancia al suelo (mm): 450